# Viking Cycle Company
Viking Cycle Company var et engelsk cykelfirma. Grundlagt i 1908 i Wolverhampton som et cykelværksted, blev det producent og sponsor for et raceteam. Virksomheden lukkede i 1967; virksomheden blev købt og genoprettet som Viking Cycles, en samler i Derry, Nordirland. Mærket blev senere solgt til Avocet Sports fra Manchester, som importerede cykler til England under Vikings navn. Efter erhvervelsen af Avocet af det indiske selskab Hero Cycles er mærkenavnet blevet brugt af dets Insync Bikes-afdeling.

## Historie
Alfred Victor Davies startede i 1908 med at reparere cykler for at supplere sin løn som jernbanemand og fortsatte med det på fuld tid, da han blev beordret til at stoppe, fordi regler forbød andet job. Omkring 1935, efter to gange at have flyttet og erhvervet en ekstra bygning til værkerne, begyndte virksomheden at fremstille rammer snarere end blot at samle cykler. Alfred Davies blev efterfulgt af hans søn, Reg Davies, der registrerede virksomheden som Viking Cycles Limited i 1939.   I løbet af den anden verdenskrig producerede virksomheden ammunition.
Efter krigsproduktionen steg fra ca. 800 cykler om året i slutningen af 1940'erne til mere end 20.000 i 1963, hvilket gjorde Viking til byens største nogensinde cykelproducent.  Virksomheden diversificerede sig til lette racercykler og begyndte Viking road racer-team i 1948, administreret af tidligere Wolverhampton Wheeler Bob Thom, som senere også blev salgschef. På sit produktionshøjde i midten af 1960'erne , virksomheden beskæftigede omkring 70 ansatte.
I august 2015 købte Hero Cycles, et indisk selskab ejet af Pankaj M Munjal, en majoritetsandel i Avocet. Hero har lanceret Viking Cycles-mærket  der skal sælges under deres nye Det britiske og europæiske mestermærke Insync Bikes.  

## Eksterne links (på engelsk)
- Viking Cycles
- Insync Bikes Arkiveret 26. april 2020 hos  Wayback Machine